# Zoe Kazan

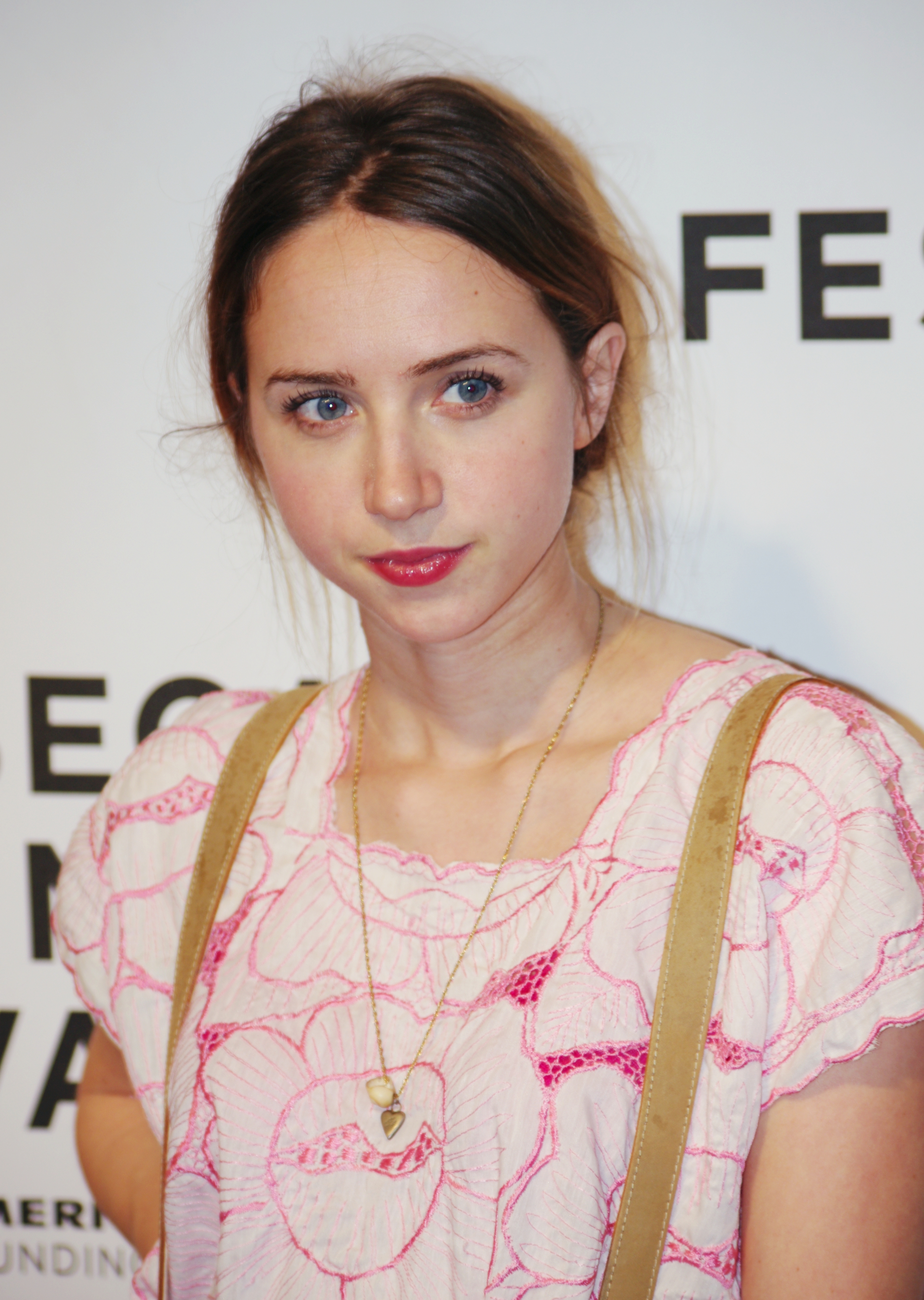
Zoe Kazan (2011)

Zoe Swicord Kazan (ur. 9 września 1983 w Los Angeles) – amerykańska aktorka teatralna, telewizyjna i filmowa oraz scenarzystka.

## Życiorys
Jest córką scenarzystów Nicholasa Kazana i Robin Swicord, a także wnuczką reżysera Elii Kazana. W 2005 ukończyła studia na Uniwersytecie Yale z dyplomem Bachelors of Arts. Jako aktorka teatralna występowała m.in. w produkcjach off-broadwayowskich. Grała także na Broadwayu – w tym w sztukach Come Back, Little Sheba (2008), The Seagull (2008) i A Behanding in Spokane (2010). Była nominowana do nagrody Drama Desk Award.
Jako aktorka filmowa debiutowała w 2003 w Swordswallowers an Thin Men. Zagrała następnie w takich produkcjach jak Rodzina Savage, Droga do szczęścia i SzczęścieDziękujęProszęWięcej, a w 2010 w kilku odcinkach serialu telewizyjnego Znudzony na śmierć. W 2012 wystąpiła w głównej roli w komedii Ruby Sparks, do której opracowała scenariusz. Otrzymała nominację do Saturna dla najlepszej aktorki oraz do Independent Spirit Award za scenariusz. W 2014 wcieliła się w postać Denise Thibodeau w miniserialu Olive Kitteridge. Rola ta przyniosła jej nominację do Satelity dla najlepszej aktorki drugoplanowej w serialu, miniserialu lub filmie telewizyjnym oraz do Emmy w analogicznej kategorii. W 2018 wystąpiła w westernie Ballada o Busterze Scruggsie w reżyserii Joela i Ethana Coenów.

## Życie prywatne
Partnerka życiowa aktora Paula Dano, z którym ma dwójkę dzieci.

## Filmografia
- 2003: Swordswallowers an Thin Men
- 2007: Medium (serial TV)
- 2007: Rodzina Savage
- 2007: Słaby punkt
- 2007: W dolinie Elah
- 2008: August
- 2008: Droga do szczęścia
- 2008: Me and Orson Welles
- 2009: The Exploding Girl
- 2009: Prywatne życie Pippy Lee
- 2009: I Hate Valentine’s Day
- 2010: SzczęścieDziękujęProszęWięcej
- 2009: To skomplikowane
- 2010: Znudzony na śmierć (serial TV)
- 2010: Meek's Cutoff
- 2012: Ruby Sparks
- 2013: Słowo na M
- 2013: The Pretty One
- 2014: In Your Eyes
- 2014: Olive Kitteridge (miniserial)
- 2015: Kryzys to nasz pomysł
- 2016: My Blind Brother
- 2016: The Monster
- 2017: I tak cię kocham
- 2018: Ballada o Busterze Scruggsie
- 2019: Uprzejmość nieznajomych
- 2020: Spisek przeciwko Ameryce (serial TV)[1]